# Richard Talmadge
Richard Talmadge (München, 3 december 1892 – Carmel, 25 januari 1981) was een in Duitsland geboren Amerikaanse acteur, stuntman en filmregisseur.

## Biografie
Talmadge werd op 3 december 1892 geboren in München (Duitsland) als Sylvester Alphonse Metzetti. Samen met zijn broers Otto en Victor oogstte hij succes met een acrobatisch nummer in het circus van P.T. Barnum. Hij begon zijn Hollywood-carrière als stuntman voor Slim Summerville en Douglas Fairbanks voordat hij zelf acteur werd. Vanaf 1921 acteerde hij in actiefilms en in 1923 begon hij met het produceren van zijn eigen films. Zijn laatste stomme film, The Poor Millionaire (1930), was de allerlaatste stomme film die uitgebracht werd (behalve twee stomme films van Charlie Chaplin die lang na de komst van de geluidsfilm werden uitgebracht).
Richard Talmadge sprak vloeiend Engels, maar met een Duits accent, wat duidelijk werd toen de geluidsfilms opkwamen. Hij trad nog steeds op als zijn eigen producent en begon te spelen in lowbudgetfilms. Zijn accent deed er niet zoveel toe in deze films, waarin Talmadge bijna constant in beweging was en spectaculaire stunts uitvoerde. Tijdens de depressie gaf hij zijn productiebedrijf op en tekende hij bij een grote studio, Universal Pictures, waar hij de hoofdrol speelde in de twaalfdelige serial film Pirate Treasure (1934). Onafhankelijke producenten Bernard B. Ray en Harry S. Webb tekenden Talmadge vervolgens voor een reeks actiefilms met titels die Talmadges halsbrekende snelheid benadrukten, zoals Never Too Late, Step on It en The Live Wire. Dit waren zijn laatste hoofdrollen.
Daarna ging Talmadge achter de camera aan de slag als assistent-regisseur, stuntcoördinator en regisseur. Zijn latere werk omvatte How the West Was Won (1962), The Greatest Story Ever Told (1965) en Casino Royale (1967).
Talmadge was twee keer getrouwd. Zijn eerste huwelijk met Madeleine Francis Allen dateert uit 1917. In 1961 trouwde hij met Suzanne Avery, ze bleven samen tot zijn dood. Talmadge overleed aan kanker op 25 januari 1981 in Carmel (Californië) op 88-jarige leeftijd.